# Rhizanthella
Rhizanthella, rod orhideja smješten u vlastiti podtribus Rhizanthellinae, dio tribusa Diurideae. Sastoji ase od 5 vrsta, sve su endemi iz Australije. Ove vrste su holomikotrofni rizomatozni geofitii
Podtribus je opisan u Journal of the Royal Society of Western Australia 15: 4. 1929.

## Vrste
1. Rhizanthella gardneri R.S.Rogers
2. Rhizanthella johnstonii K.W.Dixon & Christenh.
3. Rhizanthella omissa D.L.Jones & M.A.Clem.
4. Rhizanthella slateri (Rupp) M.A.Clem. & P.J.Cribb
5. Rhizanthella speciosa M.A.Clem. & D.L.Jones